# Batagaikakrater

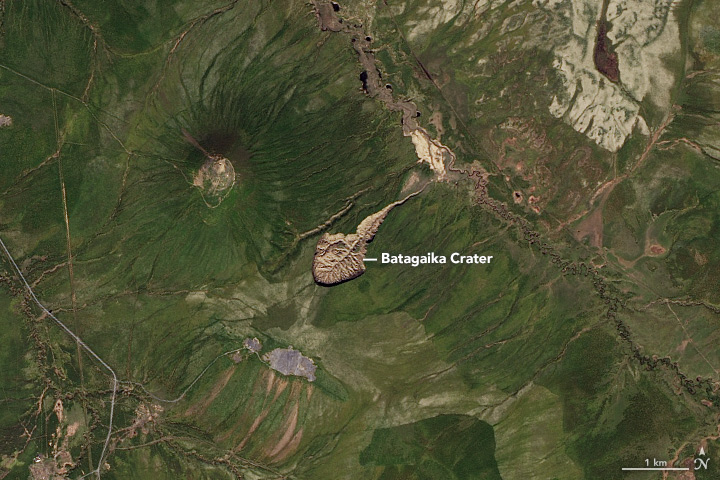
Satellitbild från 2016

Batagaika är en kraterliknande sänka i den ryska tajgan som ligger i republiken Sacha.
Landformen bildas när permafrosten smälter och grundens volym minskar. Sänkans nästan lodrätta kant är vid olika ställen 50 meter hög. Kratern är under 2020-talet stor som 122 fotbollsplan. När den upptäcktes under 1960-talet var den endast en smal linje. Sänkan blev större och 2018 liknade formen en rocka. Enligt en studie från 2024 tappas varje år en miljon kubikmeter is-jord-blandning. Kanten förflytar sig upp till 30 meter per år. Permafrosten som finns i regionen var minst 650 000 år gammal.
Dokument visar att sänkans tillkomst påsjundes av människan. Under 1950-talet skedde störra skogsröjningar och träet brändes. Stora bandfordon körde genom landskapet och förstörde vegetationstäcket. Så nåddes permafrosten under middsommar av solljuset. I sänkans omgivning ligger berggrunden i dagen. När berget är nådd om uppskattningsvis 20 till 30 år växer kratern inte längre. Under 2020-talet är sänkan den största av sitt slag. I framtiden kan liknande strukturer i Ryssland eller Kanada ta över.